# Daniel Santalla
Daniel Santalla Tórrez (Guaqui, Bolivia, 21 de julio de 1948) es un dirigente sindical, político y ex diputado boliviano. Fue también el ministro de Trabajo y Previsión Social de Bolivia desde el 22 de enero de 2012 hasta el 22 de enero de 2015, durante el segundo gobierno del presidente Evo Morales Ayma.

## Biografía
Daniel Santalla nació el 21 de julio de 1948 en la localidad de Guaqui del departamento de La Paz, Bolivia. Hizo sus estudios primarios y secundarios en su pueblo natal. Desde muy joven fue contrario y adverso al primer gobierno del presidente Hugo Banzer Suárez (1971-1978), donde en 1978 empezó a militar con el partido político Movimiento de Izquierda Revolucionaria (MIR) del expresidente Jaime Paz Zamora, partido en el cual permanecería hasta el año 1984 en donde se uniría luego al MIR-masas.
Durante su vida laboral se dedicó desde 1983 al cargo de secretario general de la fábrica de textiles SAID. En 1987, ocupó también el cargo de secretario general de la Federación de Fabriles de La Paz, para que 5 años después se convierta en el secretario ejecutivo de la Confederación general de Fabriles en 1992.
Terminó su trayectoria como dirigente sindical cuando llegó al cargo de secretario general de la Central Obrera Boliviana (COB) desde 1989 hasta 1992.

## Vida política
Santalla es uno de los dirigentes fabriles que se combinó a la política partidaria. Empezó su vida política cuando en 1990 se suma al partido del Movimiento Bolivia Libre (cuyo jefe era Juan del Granado) pero solo estaría en ese partido por dos años hasta en 1992, para luego unirse al partido populista del periodista político Carlos Palenque Avilés CONDEPA.
Con el partido Conciencia de Patria (CONDEPA), Santalla postuló por la circunscripción 13 de la ciudad de El Alto a las elecciones generales de Bolivia de 1993, ganando las elecciones de ese año y posesionándose como diputado uninominal de Bolivia. En las elecciones generales de 1997 fue reelegido nuevamente en el cargo de diputado representando a su distrito con el 50% de los votos, convirtiéndose de esa manera en uno de los parlamentarios uninominales elegidos con mayor votación del país. Este resultado reflejó el fuerte asentamiento que tuvo el partido político CONDEPA en los distritos más pobres de la ciudad de El Alto.

### Ministro de Bolivia (2012-2015)
El 22 de enero de 2012, el presidente de Bolivia Evo Morales Ayma posesionó a Daniel Santalla como ministro de trabajo y previsión social. Ocupó el cargo hasta el 22 de enero de 2015.